# Japan Expo Awards
Japan Expo Awards — французская премия в области манги и аниме, присуждаемая с 2006 года на парижской ежегодной выставке Japan Expo.

## История
Премия присуждается лучшим японским произведениям из области манги и аниме по итогам голосования членов жюри и публики. Первая церемония награждения состоялась на 7-й выставке Japan Expo, которая проходила с 7 по 9 июля 2006 года в парижском выставочном центре Пари-Норд Вильпент. В 2007 году в программу премии была добавлена категория азиатских фильмов (фр. Films asiatiques) и гран-при от Ассоциации критиков и журналистов комиксов (ACBD), а в 2008 году — категории японской музыки (J-Music) и видеоигр (Jeu Vidéo). На Japan Expo Awards 2009 года премия вручалась в виде статуэток, изображающих куклы-кокэси.
В 2013 году вручение Japan Expo Awards было приостановлено. В 2016 году премия возрождена в новом формате; вместо кокэси стали вручаться статуэтки в виде кукол-неваляшек дарума. В 2020 и 2021 годах Japan Expo не проводилась в связи с пандемией COVID-19.

## Победители

### 2006 год
| Категория           | Победитель                             |
| Манга               | Манга                                  |
| ------------------- | -------------------------------------- |
| Лучший сёнэн        | «Наруто» — Масаси Кисимото             |
| Лучшее сёдзё        | «Корзинка фруктов» — Нацуки Такая      |
| Лучший сэйнэн       | Monster — Наоки Урасава                |
| Мориавасэ (ассорти) | Vagabond — Такэхико Иноуэ              |
| Лучший рисунок      | «Блич» — Тайто Кубо                    |
| Лучший сценарий     | Monster — Наоки Урасава                |
| Лучшая адаптация    | «One Piece. Большой куш» — Эйитиро Ода |
| Лучшее творение     | ×××HOLiC — CLAMP                       |
| Аниме               |                                        |
| Лучший сёнэн        | «Стальной алхимик»                     |
| Лучшее сёдзё        | «Сакура, собирательница карт»          |
| Лучший сэйнэн       | «Волчий дождь»                         |
| Мориавасэ (ассорти) | «Союз Серокрылых»                      |
| Лучшая рисовка      | «Самурай Чамплу»                       |
| Лучший сценарий     | «Стальной алхимик»                     |
| Лучший дубляж       | «Стальной алхимик»                     |
| Лучшая обложка      | «Самурай Чамплу»                       |
| Источник:           |                                        |

### 2007 год
| Категория                 | Победитель                                                                     | Победитель                                                                     |
| Категория                 | Выбор жюри                                                                     | Выбор публики                                                                  |
| Манга                     | Манга                                                                          | Манга                                                                          |
| ------------------------- | ------------------------------------------------------------------------------ | ------------------------------------------------------------------------------ |
| Гран-при                  | «Тетрадь смерти» — Цугуми Оба и Такэси Обата                                   | —                                                                              |
| Лучший сёнэн              | C [si:] — Юко Осада                                                            | «Тетрадь смерти» — Цугуми Оба и Такэси Обата                                   |
| Лучшее сёдзё              | «Корзинка фруктов» — Нацуки Такая                                              | Nana — Ай Ядзава                                                               |
| Лучший сэйнэн             | «Берсерк» — Кэнтаро Миура                                                      | Monster — Наоки Урасава                                                        |
| Мориавасэ (ассорти)       | «Город, где вечером стихает ветер. Страна, где расцветает сакура» — Фумиё Коно | «Город, где вечером стихает ветер. Страна, где расцветает сакура» — Фумиё Коно |
| Лучший рисунок            | Real — Такэхико Иноуэ                                                          | «Тетрадь смерти» — Цугуми Оба и Такэси Обата                                   |
| Лучший сценарий           | «Тетрадь смерти» — Цугуми Оба и Такэси Обата                                   | «Тетрадь смерти» — Цугуми Оба и Такэси Обата                                   |
| Лучший перевод/адаптация  | Manga Science — Ёхито Асари                                                    | —                                                                              |
| Лучшее творение           | GoGo Monster — Тайё Мацумото                                                   | —                                                                              |
| Аниме                     |                                                                                |                                                                                |
| Гран-при                  | «Агент Паранойи»                                                               | —                                                                              |
| Лучший сёнэн              | «Самурай Чамплу»                                                               | «Стальной алхимик»                                                             |
| Лучшее сёдзё              | Nana                                                                           | Nana                                                                           |
| Лучший сэйнэн             | «Агент Паранойи»                                                               | Monster                                                                        |
| Мориавасэ (ассорти)       | Genshiken                                                                      | «Ковбой Бибоп»                                                                 |
| Лучший дизайн персонажей  | «Эрго Прокси»                                                                  | «Чобиты»                                                                       |
| Лучший сценарий           | «Призрак в доспехах: Синдром одиночки 2nd GIG»                                 | Monster                                                                        |
| Лучшая французская версия | Monster                                                                        | «Стальной алхимик»                                                             |
| Лучшая обложка            | Karas: Edition Collector                                                       | Les Chroniques de la guerre de Lodoss: Intégrale Ultime Collection             |
| Азиатские фильмы          |                                                                                |                                                                                |
| Гран-при                  | «Синоби»                                                                       | «Нана»                                                                         |
| Другие премии             |                                                                                |                                                                                |
| Гран-при от ACBD          | «Босоногий Гэн» — Кэйдзи Накадзава                                             | «Босоногий Гэн» — Кэйдзи Накадзава                                             |
| Источники:                |                                                                                |                                                                                |

### 2008 год
| Категория                 | Победитель                                                               |
| Манга                     | Манга                                                                    |
| ------------------------- | ------------------------------------------------------------------------ |
| Гран-при                  | 20th Century Boys — Наоки Урасава                                        |
| Лучший сёнэн              | «One Piece. Большой куш» — Эйитиро Ода                                   |
| Лучшее сёдзё              | Tenshi Nanka ja Nai — Ай Ядзава                                          |
| Лучший сэйнэн             | Übel Blatt — Этородзи Сионо                                              |
| Мориавасэ (ассорти)       | The Cornered Mouse Dreams of Cheese — Сэтона Мидзусиро                   |
| Публичная непорочность    | Eyeshield 21 — Риитиро Инагаки и Юсукэ Мурата                            |
| Аниме                     |                                                                          |
| Гран-при                  | «Евангелион»                                                             |
| Лучший сёнэн              | «Стальной алхимик: Завоеватель Шамбалы»                                  |
| Лучшее сёдзё              | ×××HOLiC                                                                 |
| Лучший сэйнэн             | «Эрго Прокси»                                                            |
| Мориавасэ (ассорти)       | «Девочка, покорившая время»                                              |
| Азиатские фильмы          |                                                                          |
| Лучший фильм              | «Я — киборг, но это нормально»                                           |
| Лучшее издание DVD        | «Вторжение динозавра»                                                    |
| Японская музыка           |                                                                          |
| Лучший исполнитель/группа | L’Arc-en-Ciel                                                            |
| Лучший альбом             | Olivia Inspi’ Reira (Trapnest) от Оливии Лафкин                          |
| Видеоигры                 |                                                                          |
| Лучшая консольная игра    | Devil May Cry 4                                                          |
| Другие премии             |                                                                          |
| Гран-при от ACBD          | Le Visiteur du Sud, le journal de Monsieur oh en Corée du Nord — О Ёнчин |
| Специальная премия        | Кадзуо Коикэ, Го Нагаи и Такэси Обата                                    |
| Источник:                 |                                                                          |

### 2009 год
| Категория                           | Победитель                                 |
| Манга                               | Манга                                      |
| ----------------------------------- | ------------------------------------------ |
| Лучший сёнэн                        | Fairy Tail — Хиро Масима                   |
| Лучшее сёдзё                        | «Рыцарь-Вампир» — Мацури Хино              |
| Лучший сэйнэн                       | Detroit Metal City — Киминори Вакасуги     |
| Лучшее издание                      | Black Jack: Édition Deluxe — Осаму Тэдзука |
| Аниме                               |                                            |
| Лучший сериал — адаптация манги     | «Тетрадь смерти»                           |
| Лучший оригинальный сериал          | «Эльфийская песнь»                         |
| Лучшее издание                      | Death Note: Intégrale Édition Limitée      |
| Азиатские фильмы                    |                                            |
| Лучший игровой фильм                | «Сукияки Вестерн Джанго»                   |
| Лучший мультфильм                   | «Девочка, покорившая время»                |
| Лучшее издание                      | La Traversée du temps: Édition Collector   |
| Японская музыка                     |                                            |
| Лучший исполнитель/группа           | Анна Цутия                                 |
| Лучший альбом                       | Gimmical*Impact!! от LM.C                  |
| Лучший оригинальный саундтрек       | Nana Best                                  |
| Видеоигры                           |                                            |
| Лучшая игра для домашней консоли    | Metal Gear Solid 4: Guns of the Patriots   |
| Лучшая игра для портативной консоли | Professor Layton and the Curious Village   |
| Другие премии                       |                                            |
| Гран-при от ACBD                    | Undercurrent — Тэцуя Тоёда                 |
| Источник:                           |                                            |

### 2010 год
| Категория                           | Победитель                                |
| Манга                               | Манга                                     |
| ----------------------------------- | ----------------------------------------- |
| Лучший сёнэн                        | Black Butler — Яна Тобосо                 |
| Лучшее сёдзё                        | Fujoshi Rumi — Нацуми Кондзё              |
| Лучший сэйнэн                       | Ikigami: The Ultimate Limit — Моторо Масэ |
| Лучшее издание                      | RG Veda: Édition Deluxe de Clamp — CLAMP  |
| Аниме                               |                                           |
| Лучший сериал — адаптация манги     | Soul Eater                                |
| Лучший оригинальный сериал          | Code Geass                                |
| Лучшее издание                      | Fullmetal Alchemist: Édition Collector    |
| Азиатские фильмы                    |                                           |
| Лучший игровой фильм                | «Вороны: Начало»                          |
| Лучший мультфильм                   | «Волшебное лето»                          |
| Лучшее издание                      | Piano Forest: Collector Box               |
| Японская музыка                     |                                           |
| Лучший исполнитель/группа           | Хайд                                      |
| Лучший альбом                       | Kyutai от Mucc                            |
| Лучший оригинальный саундтрек       | Piano Forest: Recueil Musical             |
| Видеоигры                           |                                           |
| Лучшая игра для домашней консоли    | Tales of Vesperia                         |
| Лучшая игра для портативной консоли | Dissidia Final Fantasy                    |
| Другие премии                       |                                           |
| Гран-при от ACBD                    | Pluto — Наоки Урасава                     |
| Источники:                          |                                           |

### 2011 год
| Категория                           | Победитель                                                |
| Манга                               | Манга                                                     |
| ----------------------------------- | --------------------------------------------------------- |
| Лучший сёнэн                        | «Бакуман» — Цугуми Оба и Такэси Обата                     |
| Лучшее сёдзё                        | «Староста-горничная» — Хиро Фудзивара                     |
| Лучший сэйнэн                       | Drops of God — Тадаси Аги                                 |
| Лучшее издание                      | Quartier lointain: Edition Spéciale Film — Дзиро Танигути |
| Аниме                               |                                                           |
| Лучший сериал — адаптация манги     | Black Butler                                              |
| Лучший оригинальный сериал          | Code Geass: Lelouch of the Rebellion R2                   |
| Лучшее издание                      | The Vision of Escaflowne                                  |
| Азиатские фильмы                    |                                                           |
| Лучший игровой фильм                | «Извещение о смерти»                                      |
| Лучший мультфильм                   | «Летние войны»                                            |
| Лучшее издание                      | Professor Layton and the Eternal Diva                     |
| Японская музыка                     |                                                           |
| Лучший исполнитель/группа           | Aural Vampire                                             |
| Лучший альбом                       | Microcosm от Flow                                         |
| Видеоигры                           |                                                           |
| Лучшая игра для домашней консоли    | Naruto Shippuden: Ultimate Ninja Storm 2                  |
| Лучшая игра для портативной консоли | Kingdom Hearts Birth by Sleep                             |
| Другие премии                       |                                                           |
| Гран-при от ACBD                    | Elmer — Джерри Алангилан                                  |
| Почётная премия                     | Нобутэру Юки и Юмико Игараси                              |
| Источники:                          |                                                           |

### 2012 год
| Категория                           | Победитель                                 |
| Манга                               | Манга                                      |
| ----------------------------------- | ------------------------------------------ |
| Лучший сёнэн                        | GTO: 14 Days in Shonan — Тору Фудзисава    |
| Лучшее сёдзё                        | «Мобильная маргаритка» — Кёсукэ Мотоми     |
| Лучший сэйнэн                       | Ashita no Joe — Тэцуя Тиба и Асао Такамори |
| Аниме                               |                                            |
| Лучший сериал — адаптация манги     | «Стальной алхимик: Братство»               |
| Лучший оригинальный сериал          | Eden of the East                           |
| Видеоигры                           |                                            |
| Лучшая игра для домашней консоли    | The Legend of Zelda: Skyward Sword         |
| Лучшая игра для портативной консоли | Super Mario 3D Land                        |
| Другие премии                       |                                            |
| Гран-при от ACBD                    | A Drifting Life 2 — Ёсихиро Тацуми         |
| Гран-при от ATEP                    | NonNonBa — Сигэру Мидзуки                  |
| Специальная премия                  | Flow и Наоки Урасава                       |
| Источники:                          |                                            |

### 2016 год
| Категория                                       | Победитель                                |
| «Золотая Дарума» (выбор жюри)                   | «Золотая Дарума» (выбор жюри)             |
| ----------------------------------------------- | ----------------------------------------- |
| Лучшая манга                                    | Inuyashiki — Хироя Оку                    |
| Лучшее аниме                                    | Zankyou no Terror                         |
| Премия «Дарума» — манга (выбор жюри)            |                                           |
| Лучшая новая манга                              | «Нелюдь» — Гамон Сакураи                  |
| Лучшая иностранная манга                        | «Радиант» — Тони Валенте                  |
| Лучшая рисовка                                  | A Bride’s Story — Каору Мори              |
| Лучший сценарий                                 | Demokratia — Моторо Масэ                  |
| Лучшее творение                                 | Cutey Honey — Го Нагаи                    |
| Наследие                                        | Abandon the Old in Tokyo — Ёсихиро Тацуми |
| Премия «Дарума» — аниме (выбор жюри)            |                                           |
| Лучший сценарий                                 | «Сад изящных слов»                        |
| Лучшая постановка                               | «Ванпанчмен»                              |
| Лучший дизайн персонажей                        | «Атака на титанов»                        |
| Лучший оригинальный саундтрек                   | Kill la Kill                              |
| Лучшее издание                                  | Анимационные работы Мамору Хосоды         |
| Премия «Дарума» — манга и аниме (выбор публики) |                                           |
| Лучший сёнэн                                    | «Токийский гуль» — Суи Исида              |
| Лучшее сёдзё                                    | Blue Spring Ride — Ио Сакисака            |
| Лучший сэйнэн                                   | «Нелюдь» — Гамон Сакураи                  |
| Лучший сериал-адаптация                         | «Атака на титанов»                        |
| Лучший оригинальный сериал                      | «Психопаспорт 2»                          |
| Лучший фильм или OVA                            | «Унесённые призраками»                    |
| Источник:                                       |                                           |

### 2017 год
| Категория                                       | Победитель                                          |
| «Золотая Дарума» (выбор жюри)                   | «Золотая Дарума» (выбор жюри)                       |
| ----------------------------------------------- | --------------------------------------------------- |
| Лучшая манга                                    | «Моя геройская академия» — Кохэй Хорикоси           |
| Лучшее аниме                                    | «Твоё имя»                                          |
| Премия «Дарума» — манга (выбор жюри)            |                                                     |
| Лучшая новая манга                              | «Ванпанчмен» — ONE и Юсукэ Мурата                   |
| Лучшая иностранная манга                        | Outlaw Players — Сёнэн                              |
| Лучшая рисовка                                  | Dead Dead Demon’s Dededede Destruction — Инио Асано |
| Лучший сценарий                                 | Hyakuman-jo Labyrinth — Такамити                    |
| Лучшее творение                                 | Takeru — Буити Тэрасава                             |
| Наследие                                        | «Босоногий Гэн» — Кэйдзи Накадзава                  |
| Премия «Дарума» — аниме (выбор жюри)            |                                                     |
| Лучший сценарий                                 | «Твоё имя»                                          |
| Лучшая постановка                               | «Твоё имя»                                          |
| Лучший оригинальный саундтрек                   | «Твоё имя»                                          |
| Лучшее издание                                  | «Ученик чудовища»                                   |
| Премия «Дарума» — манга и аниме (выбор публики) |                                                     |
| Лучший сёнэн                                    | «Ванпанчмен» — ONE и Юсукэ Мурата                   |
| Лучшее сёдзё                                    | Takane and Hana — Юки Сивасу                        |
| Лучший сэйнэн                                   | Children of the Whales — Аби Умэда                  |
| Лучший фильм или OVA                            | «Твоё имя»                                          |
| Лучшая трансляция                               | Yuri on Ice                                         |
| Источник:                                       |                                                     |

### 2018 год
| Категория                                       | Победитель                                        |
| «Золотая Дарума» (выбор жюри)                   | «Золотая Дарума» (выбор жюри)                     |
| ----------------------------------------------- | ------------------------------------------------- |
| Лучшая манга                                    | «Форма голоса» — Ёситоки Оима                     |
| Лучшее аниме                                    | «В этом уголке мира»                              |
| Премия «Дарума» — манга (выбор жюри)            |                                                   |
| Лучшая новая манга                              | To Your Eternity — Ёситоки Оима                   |
| Лучшая иностранная манга                        | Green Mechanic — Ями Син                          |
| Лучшая рисовка                                  | Levius/est — Харухиса Наката                      |
| Лучший сценарий                                 | Golden Kamuy — Сатору Нода                        |
| Лучшее творение                                 | Guardians of the Louvre — Дзиро Танигути          |
| Наследие                                        | My Name Is Shingo — Кадзуо Умэдзу                 |
| Премия «Дарума» — аниме (выбор жюри)            |                                                   |
| Лучший сериал-адаптация                         | «Моя геройская академия»                          |
| Лучший оригинальный сериал                      | Yuri on Ice                                       |
| Лучший сценарий                                 | Yuri on Ice                                       |
| Лучший фильм/OVA                                | «В этом уголке мира»                              |
| Лучшее издание                                  | Psycho-Pass: Intégrale, Édition Collector Limitée |
| Премия «Дарума» — манга и аниме (выбор публики) |                                                   |
| Лучший сёнэн                                    | «Моя геройская академия» — Кохэй Хорикоси         |
| Лучшее сёдзё                                    | Cardcaptor Sakura: Clear Card — CLAMP             |
| Лучший сэйнэн                                   | After the Rain — Дзюн Маюдзуки                    |
| Лучший оригинальный саундтрек                   | «Атака на титанов» (второй сезон)                 |
| Лучшая трансляция                               | «Моя геройская академия» (второй сезон)           |
| Источник:                                       |                                                   |

### 2019 год
| Категория                                       | Победитель                                            |
| «Золотая Дарума» (выбор жюри)                   | «Золотая Дарума» (выбор жюри)                         |
| ----------------------------------------------- | ----------------------------------------------------- |
| Лучшая манга                                    | «Ателье колдовских колпаков» — Камомэ Сирахама        |
| Лучшее аниме                                    | «Форма голоса»                                        |
| Премия «Дарума» — манга (выбор жюри)            |                                                       |
| Лучшая новая манга                              | «Обещанная Страна Грёз» — Каиу Сираи и Посука Дэмидзу |
| Лучшая иностранная манга                        | Lastman Stories — Бастьен Вив и Алексис Бакси-Левейе  |
| Лучшая рисовка                                  | Kyoki no Sanmyaku nite — Го Танабэ                    |
| Лучший сценарий                                 | «Обещанная Страна Грёз» — Каиу Сираи и Посука Дэмидзу |
| Лучший ваншот                                   | «Воспоминания Эманон» — Синдзи Кадзё и Кэндзи Цурута  |
| Лучшее творение                                 | Kyoki no Sanmyaku nite — Го Танабэ                    |
| Наследие                                        | «Акира» — Кацухиро Отомо                              |
| Премия «Дарума» — аниме (выбор жюри)            |                                                       |
| Лучший сериал-адаптация                         | Cells at Work!                                        |
| Лучший оригинальный сериал                      | B the Beginning                                       |
| Лучший фильм                                    | «Форма голоса»                                        |
| Лучшее издание                                  | Death Note: Édition Collector Limitée                 |
| Премия «Дарума» — манга и аниме (выбор публики) |                                                       |
| Лучший сёнэн                                    | Im: Great Priest Imhotep — Макото Морисита            |
| Лучшее сёдзё                                    | Orange — Итиго Такано                                 |
| Лучший сэйнэн                                   | «Ателье колдовских колпаков» — Камомэ Сирахама        |
| Лучшее драматическое аниме                      | «Форма голоса»                                        |
| Лучшее комедийное аниме                         | Shokugeki no Soma: The Third Plate                    |
| Источник:                                       |                                                       |

### 2022 год
| Категория                           | Победитель                                                           |
| «Золотая Дарума»                    | «Золотая Дарума»                                                     |
| ----------------------------------- | -------------------------------------------------------------------- |
| Лучшая манга                        | «Семья шпиона» — Тацуя Эндо                                          |
| Лучшее аниме                        | «Истребитель демонов: Поезд „Бесконечный“»/«Квартал красных фонарей» |
| Премия «Дарума» — манга             |                                                                      |
| Лучшая новая манга                  | Kusuriya no Hitorigoto — Нацу Хюга, Ицуки Нанао и Нэкокурагэ         |
| Лучшая манга в жанре боевик         | «Человек-бензопила» — Тацуки Фудзимото                               |
| Лучшая романтическая манга          | «Госпожа Кагуя: В любви как на войне» — Ака Акасака                  |
| Лучшая манга в жанре саспенс        | Summer Time Rendering — Ясуки Танака                                 |
| Лучшая манга в жанре повседневность | «Голубой период» — Цубаса Ямагути                                    |
| Лучшая рисовка                      | «Человек-бензопила» — Тацуки Фудзимото                               |
| Лучший сценарий                     | «Человек-бензопила» — Тацуки Фудзимото                               |
| Лучший ваншот                       | «Тетрадь смерти: Короткие истории» — Цугуми Оба и Такэси Обата       |
| Лучшее творение                     | «Стальной алхимик» — Хирому Аракава                                  |
| Наследие                            | Slam Dunk — Такэхико Иноуэ                                           |
| Французское прикосновение           | Jizo — Мистер Тан и Мато                                             |
| Премия «Дарума» — аниме             |                                                                      |
| Лучшее аниме в жанре боевик         | «Истребитель демонов: Поезд „Бесконечный“»/«Квартал красных фонарей» |
| Лучшее романтическое аниме          | «Корзинка фруктов: Финал»                                            |
| Лучшее аниме в жанре саспенс        | Moriarty the Patriot                                                 |
| Лучшее аниме в жанре повседневность | Komi Can’t Communicate                                               |
| Лучший фильм                        | «Истребитель демонов: Поезд „Бесконечный“»                           |
| Лучшее оригинальное произведение    | SK8 the Infinity                                                     |
| Лучшая постановка                   | «Истребитель демонов: Поезд „Бесконечный“»/«Квартал красных фонарей» |
| Лучший оригинальный саундтрек       | «Истребитель демонов: Поезд „Бесконечный“»/«Квартал красных фонарей» |
| Лучший опенинг                      | «Vivid Vice» от Who-ya Extended — «Магическая битва»                 |
| Лучший эндинг                       | «Shock» от Юко Андо — «Атака на титанов: Последний сезон: Часть 1»   |
| Источник:                           |                                                                      |

### 2023 год
| Категория                           | Победитель                                                                |
| «Золотая Дарума»                    | «Золотая Дарума»                                                          |
| ----------------------------------- | ------------------------------------------------------------------------- |
| Лучшая манга                        | «Человек-бензопила» — Тацуки Фудзимото                                    |
| Лучшее аниме                        | «Киберпанк: Бегущие по краю»                                              |
| Премия «Дарума» — манга             |                                                                           |
| Лучшая новая манга                  | Call of the Night — Котояма                                               |
| Лучшая манга в жанре боевик         | «Дни Сакамото» — Юто Судзуки                                              |
| Лучшая романтическая манга          | Kowloon Generic Romance — Дзюн Маюдзуки                                   |
| Лучшая манга в жанре саспенс        | Fool Night — Касуми Ясуда                                                 |
| Лучшая манга в жанре повседневность | «Оглянись» — Тацуки Фудзимото                                             |
| Лучшая рисовка                      | Veil — Коттэри                                                            |
| Лучший сценарий                     | Tengoku Daimakyou — Масакадзу Исигуро                                     |
| Лучший ваншот                       | «Оглянись» — Тацуки Фудзимото                                             |
| Лучшее творение                     | Veil — Коттэри                                                            |
| Наследие                            | City Hunter — Цукаса Ходзё                                                |
| Французское прикосновение           | Space Punch — ZD                                                          |
| Премия «Дарума» — аниме             |                                                                           |
| Лучшее аниме в жанре боевик         | «Киберпанк: Бегущие по краю»                                              |
| Лучшее романтическое аниме          | «Госпожа Кагуя: В любви как на войне — Ультраромантика»                   |
| Лучшее аниме в жанре саспенс        | Summer Time Rendering                                                     |
| Лучшее аниме в жанре повседневность | «Семья шпиона»                                                            |
| Лучший полнометражный фильм         | «Магическая битва 0»                                                      |
| Лучшее оригинальное произведение    | Mobile Suit Gundam: The Witch from Mercury                                |
| Лучшая постановка                   | «Киберпанк: Бегущие по краю»                                              |
| Лучший оригинальный саундтрек       | Bocchi the Rock!                                                          |
| Лучший опенинг                      | «Kick Back» от Кэнси Ёнэдзу – «Человек-бензопила»                         |
| Лучший эндинг                       | «Akuma no Ko» от Ай Хигути – «Атака на титанов: Последний сезон: Часть 2» |
| Источник:                           |                                                                           |

### 2024 год
| Категория                           | Победитель                                      |
| Премия «Дарума» — манга             | Премия «Дарума» — манга                         |
| ----------------------------------- | ----------------------------------------------- |
| Лучшая манга                        | «Дни Сакамото» — Юто Судзуки                    |
| Лучшая новая манга                  | Hirayasumi — Кэйго Синдзо                       |
| Лучшая манга в жанре боевик         | «Gachiakuta. Крутые отбросы» — Кэй Урана        |
| Лучшая романтическая манга          | Blue Box — Кодзи Миура                          |
| Лучшая манга в жанре саспенс        | The Summer Hikaru Died — Мокумокурэн            |
| Лучшая манга в жанре повседневность | Hirayasumi — Кэйго Синдзо                       |
| Лучшая рисовка                      | «Дни Сакамото» — Юто Судзуки                    |
| Лучший сценарий                     | «Прощай, Эри» — Тацуки Фудзимото                |
| Лучший ваншот                       | «Прощай, Эри» — Тацуки Фудзимото                |
| Лучшее творение                     | Soul Eater — Ацуси Окубо                        |
| Наследие                            | Shuna’s Journey — Хаяо Миядзаки                 |
| Французское прикосновение           | Ripper — Джеронимо Сехудо                       |
| Премия «Дарума» — аниме             |                                                 |
| Лучшее аниме                        | Sousou no Frieren                               |
| Лучшее аниме в жанре боевик         | «Магическая битва» (второй сезон)               |
| Лучшее романтическое аниме          | My Happy Marriage                               |
| Лучшее аниме в жанре саспенс        | Kusuriya no Hitorigoto                          |
| Лучшее аниме в жанре повседневность | Sousou no Frieren                               |
| Лучший полнометражный фильм         | The First Slam Dunk                             |
| Лучший оригинальный саундтрек       | «Судзумэ, закрывающая двери»                    |
| Лучший опенинг                      | «Idol» от Yoasobi – Oshi no Ko                  |
| Лучший эндинг                       | «Anytime Anywhere» от Milet – Sousou no Frieren |
| Источник:                           |                                                 |

### 2025 год
| Категория                           | Победитель                                                      |
| Премия «Дарума» — манга             | Премия «Дарума» — манга                                         |
| ----------------------------------- | --------------------------------------------------------------- |
| Лучшая манга                        | Orb: On the Movements of the Earth — Уото                       |
| Лучшая новая манга                  | Kindergarten Wars — Ё Тиба                                      |
| Лучшая манга в жанре боевик         | Kindergarten Wars — Ё Тиба                                      |
| Лучшая романтическая манга          | The Guy She Was Interested in Wasn’t a Guy at All — Сумико Араи |
| Лучшая манга в жанре саспенс        | Orb: On the Movements of the Earth — Уото                       |
| Лучшая манга в жанре повседневность | Smoking Behind the Supermarket with You — Дзинъуси              |
| Лучшая рисовка                      | #DRCL midnight children — Синъити Сакамото                      |
| Лучший сценарий                     | Orb: On the Movements of the Earth — Уото                       |
| Лучшее творение                     | Mobile Suit Gundam: The Origin — Ёсикадзу Ясухико               |
| Наследие                            | Fuma no Kojiro — Масами Курумада                                |
| Французское прикосновение           | Silence — Йоанн Ворньер                                         |
| Премия «Дарума» — аниме             |                                                                 |
| Лучшее аниме                        | Dandadan                                                        |
| Лучшее аниме в жанре боевик         | Dandadan                                                        |
| Лучшее романтическое аниме          | Blue Box                                                        |
| Лучшее аниме в жанре саспенс        | Orb: On the Movements of the Earth                              |
| Лучшее аниме в жанре повседневность | «Оглянись»                                                      |
| Лучший полнометражный фильм         | «Оглянись»                                                      |
| Лучший оригинальный саундтрек       | Blue Giant                                                      |
| Лучший опенинг                      | «Otonoke» от Creepy Nuts – Dandadan                             |
| Лучший эндинг                       | «Nobody» от OneRepublic – «Кайдзю № 8»                          |
| Источник:                           |                                                                 |